# 梅克倫堡-施特雷利茨的瑪麗
梅克倫堡-施特雷利茨的瑪麗（德語：Marie von Mecklenburg-Strelitz，1878年5月8日—1948年10月14日），阿道夫·腓特烈五世的女兒，母親是安哈特的伊麗莎白。

## 家庭
1899年，瑪麗與法國人喬吉斯·亞梅特結婚，兩人共有1子1女：
1. 喬吉斯（1904年—1982年）
2. 瑪麗·奧古斯塔（1905年—1969年）

兩人於1908年離婚。1914年，瑪麗與利珀親王利奧波德四世的弟弟尤利烏斯·恩斯特結婚，兩人共有1子1女：
1. 伊莉莎白（1916年—2013年）
2. 恩斯特·奧古斯特（英语：Prince Ernst August of Lippe）（1917年—1990年）